# Cœur de pirate
Cœur de pirate (Quebec, 22 de setembro de 1989) é o nome artístico de Béatrice Martin, uma pianista, compositora (musical e de letras) e cantora canadense.
Ela lançou seu primeiro álbum em Quebec em 16 de setembro de  2008 e na França em 20 de abril de 2009. Seu estilo musical é fortemente influenciado pelos acontecimentos de sua vida, seus amores e seus valores pessoais.

## Biografia
A sua mãe, pianista profissional, ensinou-a a tocar piano a partir dos 3 anos de idade.
Estudou piano no conservatório dos 9 aos 14 anos. Aos 15, tornou-se tecladista da banda post-hardcore December Strikes First. Estudou artes, letras e  comunicação em Montreal. Em 2007, ela começou a escrever canções, incentivada pelos seus amigos, e foi convidada a integrar o grupo Bonjour Brumaire.
Em 2008 lançou no Canadá o seu primeiro álbum, Cœur de pirate, livremente traduzido por “coração de pirata”.
Em fevereiro de 2009, ficou conhecida graças a um vídeo postado no YouTube que usava uma de suas músicas, Ensemble, como trilha sonora. No mesmo ano, já utilizando o seu pseudônimo, escreveu a música Œuvre du bonheur para uma campanha publicitária da Coca-Cola relacionada aos Jogos Olímpicos de Inverno de 2010, que seriam realizados em Vancouver.
Também em 2009, lançou Cœur de pirate na França e recebeu o prêmio Félix de revelação do ano, dado pela ADISQ (associação do Quebec da indústria do disco, do espectáculo e do vídeo).
Além disso, foi indicada para o Juno Awards na categoria de Álbum Francófono do Ano.
Em 2010, sua canção Comme des enfants ganhou o prêmio dado por votação popular na 25ª edição do Victoires de la Musique, na França.

## Controvérsia
Em julho de 2009, o jornal Le Soleil revelou que a cantora havia posado nua para um site erótico quando ainda era menor de idade. Béatrice Martin respondeu por meio da sua conta no Twitter, dizendo que a existência dessas fotos era conhecida por seus admiradores. Numa participação no programa de TV francês Tout le monde en parle, ela descreveu as imagens como “erros da juventude”.

## Discografia
- 2008 : Cœur de pirate (versão canadense)
- 2009 : Cœur de pirate (versão francesa)
- 2011 : Blonde
- 2014 : Child of light
- 2014 : Trauma
- 2015 : Roses
- 2018 : En cas de tempête, ce jardin sera fermé

### Participações
- 2010: Brutal Hearts, dueto com Bedouin Soundclash
- 2010: Voilà les anges, para o álbum Couleurs sur Paris de Nouvelle Vague
- 2011: Lasso, EP em colaboração com Jay Malinowski[7]
- 2013: Piece Sign, dueto com Lights (cantora) para o álbum Siberia Acoustic